# Microsoft Web Platform Installer
Microsoft Web Platform Installer (Web PI) とは2009年1月21日に初リリースされたマイクロソフトがリリースしている以下のウェブプラットフォームを自動でインストールするシンプルでフリーなツールである。
- IIS
- Visual Web Developer 2008 Express Edition
- Microsoft SQL Server 2008 Express Edition
- .NET Framework
- Silverlight Tools for Visual Studio
- PHP
- 他

同年9月24日にリリースされたバージョン2.0では以下のサードパーティーソフトウェアの自動インストールが出来るようになった。
- WordPress
- Umbraco
- Drupal
- Joomla!
- Orchard
- 他。Web Platform Installerでインストールできるサードパーティーソフトウェアは現在50を越えている。全リストはギャラリーで見られる[2]。

加えてバージョン2.0のオプションはマイクロソフトのサーバからランタイムで動的に事前設定されておりより新しいバージョンのWeb Platform Installerをダウンロードすることなくアップデートできるようにインストールオプションが可能となっている。
2010年7月7日、マイクロソフトはベータ版WebMatrixという新たなウェブ開発向けの統合ツールセットを含むバージョン3.0を発表した。WebMatrixはバージョン3.0を以降で利用可能である。またバージョン3.0ではウェブ開発向けツールとしてIIS Developer Express、SQL Server CompactやDotNetNuke、Umbraco、WordPress、Joomlaといったいくつかのポピュラーなオープンソースウェブアプリケーションが追加された。
バージョン5.1では非常に多くのサービス導入に対応しており、Azure にも対応している。
対応するオペレーティングシステム (OS) にはWindows 10、Windows 8 / 8.1、Windows 7、Windows Vista SP1+、Windows XP SP3+、Windows Server 2003 SP2+、Windows Server 2008、Windows Server 2008 R2、Windows Server 2012、Windows Server 2012 R2、Windows Server 2016がある。またx86と64ビットの両アーキテクチャにも対応している。
Web Platform Installer は Microsoft IIS ウェブサイト() からダウンロードできる。2020年7月現在 ダウンロードサイトには Download WebPI 5.0 と表示されているが、実際には 5.1 がダウンロードされる。